# Vertraulichkeit der Beratungen
Vertraulichkeit der Beratungen (auch Vertraulichkeit der Beratung oder Vertraulichkeit von Beratungen) ist ein unbestimmter Rechtsbegriff und umfasst die Beratungs- und Abwägungsvorgänge, d. h. den Beratungsprozess oder -verlauf, nicht aber den Beratungsgegenstand, die den Beratungen zugrunde liegenden Sachinformationen oder das Beratungsergebnis. Mitunter wird davon ausgegangen, dass Beratungen immer vertraulich seien. In anderen Fällen wird Vertraulichkeit nur bei einer herausgehobenen Bedeutung des Beratungsgegenstandes gesehen. Überwiegend wird aber die Auffassung vertreten, dass Vertraulichkeit verlangt werden kann, wenn ein Öffentlichwerden die Arbeitsfähigkeit und Aufgabenerfüllung der Beratenden unzumutbar beeinträchtigen würde.

## Inhalt
Der Begriff erfasst die Vorgänge interner Meinungsäußerung und Willensbildung, die inhaltlich zur Entscheidungsfindung beitragen. Dem Schutz unterliegen Interessenbewertungen und Gewichtung einzelner Abwägungsfaktoren, deren Bekanntgabe Einfluss auf den Entscheidungsprozess haben könnte. Der Schutz gilt vor allem dem eigentlichen Beratungsprozess mit dem Vorgang des Überlegens, also der Besprechung, Beratschlagung und Abwägung. Informationen sind geschützt, wenn sie die Willensbildung und Abwägung betreffen und damit gesicherte Rückschlüsse auf die Meinungsbildung ermöglichen. Zum demgegenüber nicht geschützten Beratungsgegenstand gehören die im Voraus erhobenen Sachinformationen oder gutachterlichen Stellungnahmen als Grundlagen der Willensbildung, der Beratungsgegenstand und das Beratungsergebnis. Diese können zwar auch der Vertraulichkeit unterliegen, dann aber aufgrund anderer Rechtsbestimmungen.

## Rechtslage in Deutschland
Besondere Bedeutung hat der Begriff in Deutschland im § 3 Punkt 3 des Informationsfreiheitsgesetzes und im § 8 Absatz 1 des Umweltinformationsgesetzes, wodurch die Vertraulichkeit von Beratungen informationspflichtiger Stellen geschützt wird.
Laut einer Entscheidung des OVG Schleswig ist die Vertraulichkeit von Beratungen nur dann begründet, wenn ein Beratungsgegenstand herausgehobene Bedeutung habe. Die meisten anderen Gerichte halten Beratungen für vertraulich, wenn eine Veröffentlichung die offene Meinungsbildung und einen freien Meinungsaustausch in den Beratungen beeinträchtigen würde.